# Спивак, Борис Иванович
Борис Иванович Спивак (укр. Борис Іванович Співак; 1925—1971) — украинский советский историк, доктор исторических наук (1965), профессор (1966), гвардии лейтенант.

## Биография
Участник Великой Отечественной войны, воевал в составе 220-го тяжёлого танкового полка 8-й гвардейской армии, имеет боевые награды. В 1951 окончил Одесский университет, после чего работал в Ужгородском университете. В 1966—1971 профессор кафедры истории КПСС. Исследовал положение и борьбу трудящегося населения Закарпатья (1917—1944), возникновение коммунистических организаций в крае, деятельность разведывательной группы «Закарпатцы» Ференца Владиславовича Патаки, историю отдельных закарпатских предприятий.

## Публикации
- У полум’ї революційних боїв: До історії виникнення і діяльності перших комуністичних організацій на Закарпатській Україні. Ужгород, 1959;
- 40 незабутніх днів: З історії боротьби за владу Рад на Закарпатті в 1919 році. Ужгород, 1967; 1969 (в со-авторстве; на украинском и венгерском языках);
- Комуніст Іван: (Борець за визволення Закарпаття і возз’єднання його з Радянською Україною, 1893—1941. Ужгород, 1969;
- Слідами легенди: Про розвідувальну групу Ф. В. Патакі. Ужгород, 1971; 1972 (в со-авторстве; на украинском и венгерском языках);
- Гартована в боротьбі: До 50-річчя Комуністичної партії Чехословаччини. Киев, 1971 (в со-авторстве).